# Batalla de Acatzingo
La Batalla de Acatzingo fue un suceso militar acaecido el 3 de junio de 1876, en la localidad homónima de Acatzingo, en el estado de Puebla sucedido durante el marco de la Revolución de Tuxtepec. Las fuerzas del Capitán Rafael Romero en favor del presidente Sebastián Lerdo de Tejada, quien era el comandante militar de la plaza se enfrentó contra las tropas rebeldes bajo las órdenes de José María Couttolenc y Fidencio Hernández. El Capitán Rafael Romero pierde y muere en la batalla.
- Datos: Q5722156